# Железнодорожная линия Комсомольск-на-Амуре — Дежнёвка
Железнодорожная линия Комсомольск-на-Амуре — Дежнёвка — участок Дальневосточной железной дороги длиной около 363 км. Однопутная неэлектрифицированная железнодорожная ветка от узловой станции Волочаевка II вблизи Хабаровска и Транссибирской магистрали следует в северном направлении и проходит через Комсомольск-на-Амуре, пересекая Байкало-Амурскую магистраль, до станции Дзёмги в Ленинском округе Комсомольска-на-Амуре (северо-восточный район города).

## Строительство
Дорога построена в рекордно короткие сроки. Работы были начаты в январе 1935 года, а 25 ноября 1936 года к вокзалу Комсомольска пришел первый товарно-пассажирский поезд. Регулярное движение открыто 15 августа 1940 года.

## Перспективы развития
До 2026 года планируется электрификация линии и строительство второго пути.